# 上海市民办金苹果学校

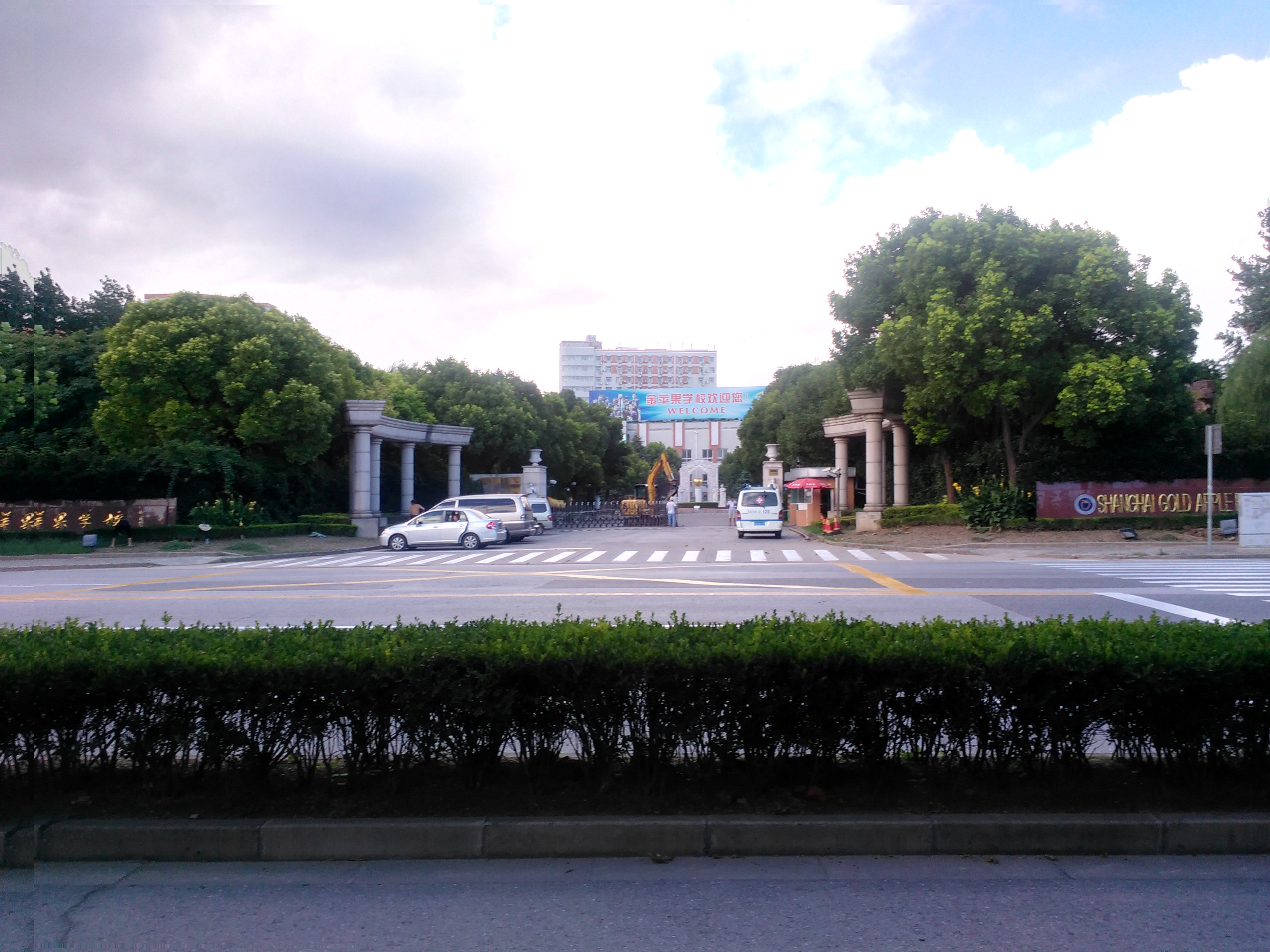
上海市民办金苹果学校

上海市民办金苹果学校是中華人民共和國上海市最大的一所私立寄宿学校，也是一所從幼兒園至高中的一贯制學校和上海建平教育集团成员校。該校由溫州人张文荣控制的上海亞龍投資（集團）有限公司於2000年6月創辦。學校总建筑面积11.3万平方米，实施双语教育。